# 忠實者 (瑪丹娜歌曲)
《忠實者》（True Blue）是美國女歌手瑪丹娜在1986年9月發行的歌曲，為她第三張同名錄音室專輯《忠實者》（True Blue）所推出的第三支單曲，它在美國告示牌單曲榜獲得第3名，英國單曲榜獲得冠軍。

## 資料

### 歌曲簡介
〈忠實者〉這首快版歌中節奏的泡泡糖舞曲出自瑪丹娜和Stephen Bray之手，不過這首舞曲的風格卻有別於瑪丹娜之前的作品，瑪丹娜和Stephen Bray將這首歌打造出1970年代復古情懷的味道，瑪丹娜又一次嘗試全新的曲風。為了搭配〈忠實者〉的懷舊曲風，瑪丹娜在音樂影片中打扮成1970年代的女孩子，手舞足蹈持著絲巾和閨中密友們，互相訴說著自己的私密心事，整部影片洋溢著年輕羞澀但又甜美的氛圍。其實從〈忠實者〉在單曲榜上的表現不難看出，歌迷們是喜歡這首歌的。

### 商業成績
〈忠實者〉接在冠軍單曲〈爸爸別說教〉之後推出，1986年10月4日登上英國單曲榜冠軍，成為瑪丹娜第三首英國冠軍單曲。在同一天它首週進入告示牌單曲榜就進駐第40名，入榜後第七週來到它的最高成績第3名，在第3名停留三週之後名次開始下降，它的銷售數字也成為金唱片，在1986年終單曲排名第76名。

### 單曲收錄
〈忠實者〉除收錄於瑪丹娜1986年第三張同名專輯《忠實者》（True Blue）中，後亦曾收錄在瑪丹娜1990年《瑪丹娜精選輯》的英國版本《The Holiday Collection》EP中。